# Keurmede
Keurmede (keur=keuze, me(i)de=geschenk) is een feodaal recht van de heer om uit een nalatenschap van keurmedigen, in Twente spreekt men van kamerlingen, één stuk naar keuze te nemen. Ging het om een stuk vee dan sprak men van 'recht van het beste hoofd'. Ging het om een ander roerend goed dan sprak men van het 'beste kateil (catheyl)'.
Keurmedigen behoorden tot de horigen. Aangenomen wordt dat zij tot de arbeidsklasse behoorden. Bij overlijden bezaten ze weinig. Zij waren, anders dan de gewone horige, vrij in hun huwelijkskeuze behalve met eigenhorigen. In Twente waren de meeste keurmedigen (kamerlingen) horig aan het hof Ootmarsum. Het Twentse hofrecht van 1546 bevatte een speciaal aanhangsel voor keurmedigen.
Keurmedigen werden soms tegen uitruiling bevrijd tot dienstlieden. Zij waren verplicht voor wederwissel te zorgen. In 1438 bevrijdde de bisschop van Utrecht Aelt Janszoon en zijn zuster Stine uit de keurmedigheid om dienstlieden te worden van de hertog van Gelre. Zij werden uitgeruild tegen de Gelderse dienstlieden Dirck Simonszoon en zijn dochter Alijt die daardoor keurmedig werden aan de bisschop van Utrecht.
Het recht van de (lands)heer om uit de nalatenschap van vreemdelingen een stuk naar zijn keuze op te eisen, het zogenaamde droit d'aubaine (fr), werd ook keurmede genoemd.